# William Mervyn
William Mervyn (3 de enero de 1912 – 6 de agosto de 1976) fue un actor inglés conocido principalmente por su interpretación del Obispo en la sitcom All Gas and Gaiters. 

## Biografía
Nacido en Nairobi, Kenia, Mervyn se educó en el Reino Unido antes de dedicarse al teatro. Su debut llegó con la obra The Guinea Pig en el Teatro Criterion en 1946, interpretando después papeles en piezas como Ring Round the Moon, The Mortimer Touch, Charley's Aunt y Una mujer sin importancia, de Oscar Wilde, representada en el Teatro Savoy en 1953.
Otros papeles teatrales fueron los de O'Trigger en The Rivals, Lord Greenham en la comedia Aren't We All? y Sir Patrick Cullen en The Doctor's Dilemma. Aunque fue admirado por su trabajo teatral, fue con la televisión con la que ganó fama. Uno de sus primeros papeles de importancia para la televisión fue el de Sir Hector en la serie de 1962 Saki. Cuatro años más tarde fue el Obispo de St. Ogg's en la sitcom All Gas and Gaiters. 
También fue el inspector jefe de policía Charles Rose en la serie de Granada Television The Odd Man, y en sus spin-offs It's Cold Outside y Mr Rose.
En 1960 intervino en la serie Dixon of Dock Green, en el episodio The Hot SEAT. En 1966 trabajó en una historia de Doctor Who, The War Machines. A finales de la década de 1960 participó en varias entregas de la serie Carry On, y también fue un caballero en el capítulo del programa Randall and Hopkirk (Deceased) "A Disturbing Case", en 1969.
Usualmente escogido para interpretar a caballeros adinerados, también actuó en los largometrajes The Railway Children en 1970 y The Ruling Class en 1972.
Además de lo anterior también trabajó en publicidad, dando voz, entre otros, a productos como los Mr Kiplings Cakes.
Estuvo casado con Anne Margaret Payne Cooke, y tuvo dos hijos. Falleció en Londres en 1976.